# Josep Igual i Febrer
Josep Igual Febrer (Benicarló, el Baix Maestrat, 19 de febrer de 1966 - Amposta, Montsià, 25 de març de 2021) fou un escriptor de poesia, narrativa i periodisme i cantautor valencià. Va publicar diversos llibres de poesia i de narrativa. Va viure a les Terres de l'Ebre des de la dècada del 1990.
Va rebre diversos guardons com el Roís de Corella el 1988, el Sebastià Juan Arbó de narrativa el 1997, el Cristòfol Despuig de narrativa el 1999, el Josep Maria Ribelles de poesia el 2000, el Vila de l'Ametlla de Mar de narrativa el 2005., el Ciutat d'Amposta del 2015, el 25 d'Abril de narrativa de Benissa (2018), el Ciutat de Carlet de poesia (2019) i el Joan Fuster dels Premis Octubre (2019).

## Poesia
- Treva d'hivern. Benicarló, autor, 1987.
- 35 poemes. València: Amós Belinchón-Uberto Stabile, 1988. Premi Roís de Corella 1988.
- Lector d'esperes. Barcelona: Columna, 1990.
- Closed for Sale. València: La Forest d'Arana, 1994.
- Refugi contra la tempesta. Patronat d'Acció Cultural de Sant Carles de la Ràpita, 1995.
- Tríptic. Benicarló: Col·lecció Beni-Gazlo, 1997. Premi Ciutat de Benicarló 1997.
- Rebotiga del brocanter. València: Set i Mig, 1999. Premi Josep Maria Ribelles/Ciutat de Puçol 2000.
- LLevats i ombres. Sant Carles de la Ràpita. Autoedició. 2006. ISBN 978-84-611-1258-6
- Poemes escollits. Benicarló: Onada, 2007.
- Ditades al vidre. El Perelló: Aeditors, 2008.[2]
- Uomo qualque. Paiporta: Denes. Premi Manuel Rodríguez Martínez/Ciutat d'Alcoi, 2010.
- Oliverar de l'aire. Alzira: Neopàtria, Premi Xavier Casp/Ciutat de Carlet 2019. ISBN 978-84-17464-58-5

## Narrativa
Novel·la
- El cor cansat. Barcelona: Columna, 1997.
- Cabotatge. Tarragona: El Mèdol, 1997. Premi Sebastià Juan Arbó 1997.
- Les clarianes i els dols. Benicarló: Ajuntament de Benicarló, 2000.
- Torn de nit. El Vendrell: March, 2005. XIII Premi Vila de l'Ametlla de Mar 2005.[2]
- Música secundària. Amposta: Ajuntament d'Amposta, 2016. Premi Ciutat d'Amposta 2015.

Contes
- Faules mamíferes. El Perelló: Aeditors, 2007.[2]
- No és el que sembla. Tarragona: Cossetània, 2010.
- Fugida en cercles. El Perelló: Aeditors, 2010.[4]
- Plàncton. Vinaròs: Quatre Colors, 2012.
- Amors gairebé eterns. Tarragona: Cossetània, 2013.
- Circ de puces. Barcelona: Viena, 2019. ISBN 978-84-949592-4-0

Dietarisme
- L'any de la fi del món. València: Brosquil, 2001. Premi Vall d'Uixó 2001.
- El rastre dels dies. Benicarló: Onada, 2003. Premi Alambor 2003.
- Quaderns deltaics. Tarragona: Cossetània, 2009. Premi Cristòfol Despuig 2008.
- L'incert alberg. Catarroja: Afers, 2016. ISBN 978-84-16260-23-2[7]
- L'eternitat enamorada. Notes d'un diari, 2016-2017. València: Tres i Quatre, 2020. Premi Joan Fuster 2019. ISBN 978-84-17469-22-1.

Articles
- Prosas meridionales. València: Brosquil, 2040.[2] VI Premi Literari d'Autors Benicarlandos 2004.
- Retrats de butxaca. Benicarló: Onada, 2006.

Obra col·lectiva
- Vores de riu. Barcelona: Columna, 1997.
- Galeria ebrenca. El Perelló: Aeditors, 2009.
- Jo sóc aquell qui em dic Gerard. Terres de l'Ebre: Petròpolis, 2012.
- Sexduïts i sexduïdes. Alzira: Bromera, 2014.

Traduccions pròpies
- Jules Renard: Notes d'un diari (1887-1910). El Perelló: Aeditors, 2009.

## Música
- Sort de tu. Barcelona: Tram-Gmi, 1998. Disc compacte. Totes les cançons lletra i música de Josep Igual.[2]